# Сен-Жан-де-Морьен (округ)
Сен-Жан-де-Морьен (фр. Saint-Jean-de-Maurienne) — округ (фр. Arrondissement) во Франции, один из округов в регионе Рона — Альпы. Департамент округа — Савойя. Супрефектура — Сен-Жан-де-Морьен.
Население округа на 2006 год составляло 44 039 человек. Плотность населения составляет 22 чел./км². Площадь округа составляет всего 1976 км².